# ヤマハ・AG
AG（エージー）とは、ヤマハ発動機が製造・販売しているオートバイのシリーズ名。AGは農業、牧畜を意味する"Agriculture"の略。

## 概要
広大な牧場で、牛追いや飼料として使用する干草の運搬に使用するために開発され、オーストラリア、ニュージーランドに輸出販売されて好評を得た。排気量は200cc、175cc、125cc、100ccのモデルがある。

## モデル一覧

### AG200
セロー225やTW200と同様XT200をベースとし「右サイドスタンドがオプションで装着できる」「クラッチを握った状態でレバーをロックできる」「パイプ製のエンジンガードやハンドルガードを備える」「干し草等の運搬用に、バイクの中では最大級となる頑丈なキャリアを備える」「大型マッドガード、チェーンケースなど万全の泥対策が採られている」などの特徴がある。形式名は当初1FEであったが現在は3GXになっている。
エンジンはXT200用の空冷4ストローク単気筒、SOHC、内径φ67mm×行程55.7mmの196cc、圧縮比9.5で中低速重視にセッティング変更され、出力16PS/7,000rpm、トルク1.7kgm/6,000rpm。
1985年2月には「道なき道を行くヘビーデューティートライアル」と謳って日本仕様車も販売されたが、日本国内では1980年代後半には販売中止された。海外ではロングセラーとなり2012年4月現在でもオーストラリア、ニュージーランド、南アフリカ共和国向けの輸出仕様車として製造販売されている。
1999年に電装が6Vから12Vに変更、フロントタイヤが19inから21inに大径化、トランスミッションが6速から5速に変更、などのマイナーチェンジを受けている。

### AG175
DT125Rをベースとしている。

### AG125
YBR125の派生車種である YB125 Chacarera をベースとしている。

### AG100
MR80をベースとしている。
エンジンは空冷2ストローク単気筒、内径φ52mm×行程45.6mmの97cc、圧縮比6.6。2012年現在オーストラリア、ニュージーランド向けに製造販売されている。